# Xã Ripley, Quận Brown, Illinois
Xã Ripley (tiếng Anh: Ripley Township) là một xã thuộc quận Brown, tiểu bang Illinois, Hoa Kỳ. Năm 2010, dân số của xã này là 102 người.